# Alexander Alexandrowitsch Koslow (Politiker)

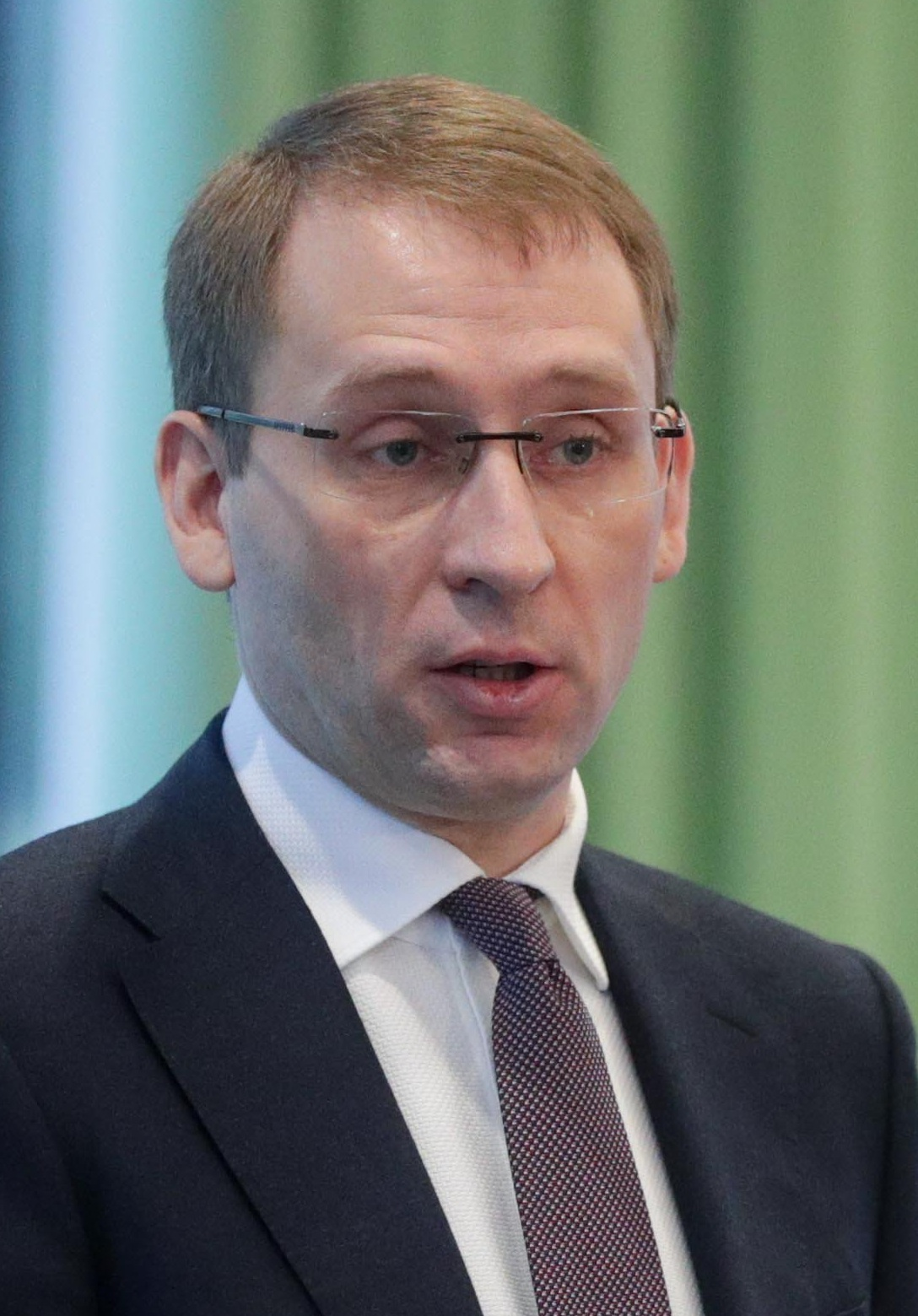
Alexander Koslow (2019)

Alexander Alexandrowitsch Koslow (russisch Александр Александрович Козлов; * 2. Januar 1981 in Juschno-Sachalinsk, Sowjetunion) ist ein russischer Politiker. Von 2018 bis 2020 war er Minister für Entwicklung des Fernen Ostens und amtiert seit 2020 als Umweltminister der Russischen Föderation.

## Leben
Koslow absolvierte 2003 die Blagoweschtschensker Filiale der Moskauer Akademie für Unternehmertum als Rechtswissenschaftler. Außerdem studierte er an der Fernöstlichen Föderalen Universität Bergbauingenieurwesen. Von 2000 bis 2007 arbeitete er in Raitschichinsk (Oblast Amur) für die Firma Amur-Kohle als Rechtsberater und Gehilfe des Generaldirektors für Rechtsfragen, Leiter der Rechtsabteilung sowie Stellvertreter des Generaldirektors für Rechtsfragen und Unternehmenssicherheit. 2007 wurde er als Filialdirektor des Unternehmens Russische Kohle in Gukowo (Oblast Rostow) eingesetzt und leitete 2008 die Blagoweschtschensker Firmenfiliale. Von 2009 bis 2010 wurde er zum Generaldirektor von Amur-Kohle in Raitschichinsk verpflichtet.
Am 2. Februar 2011 wechselte Koslow in den Staatsdienst und wurde zum 1. Stellvertreter des Bauministers der Oblast Amur ernannt. Am 23. Dezember desselben Jahres übernahm er nach Teilung der Ministerialbehörde die Leitung des Ministeriums für kommunale Wohnungswirtschaft. Am 14. Februar 2014 wurde er 1. Stellvertreter des Verwaltungschefs der Stadt Blagoweschtschensk und übernahm am 20. Februar nach dessen Rücktritt in den Ruhestand seine Aufgaben. Im April 2014 gewann er die innerparteiliche Wahl der Partei Einiges Russland zum Kandidaten für den Bürgermeisterposten der Stadt Blagoweschtschensk. Am 14. September 2014 entschied er die Bürgermeisterwahl mit 38,68 % der abgegebenen Stimmen für sich und nahm am 19. September offiziell seine Arbeit als Bürgermeister der Stadt auf. Am 25. März 2015 wurde er per Ukas des Präsidenten der Russischen Föderation übergangsweise als Gouverneur der Oblast Amur eingesetzt. Bei der vorgezogenen Wahl am 13. September 2015 wurde Koslow mit 50,64 % der abgegebenen Stimmen zum Gouverneur der Oblast gewählt und trat am 20. September sein Amt als bis dato jüngster Oblast-Gouverneur des Landes an. Am 18. Mai 2018 wurde er per Präsidentenerlass zum Minister für Entwicklung des Fernen Ostens ernannt. Am 9. November 2020 wurde er seines Postens enthoben und mit Wirkung vom 10. November 2020 zum Umweltminister ernannt.
Koslow engagiert sich im politischen Rat der regionalen Abteilung der Partei Einiges Russland. Er ist seit 2015 mit Anna Loginowa verheiratet und kinderlos.